# Christian Michelsen
 Denne artikel omhandler den norske statsminister. For den norske fodboldtræner og tidligere -spiller, se Christian Michelsen (fodboldspiller).
Peter Christian Hersleb Kjerschow Michelsen (født 15. marts 1857 i Bergen, død 29. juni 1925 på Gamlehaugen i Fana ved Bergen) var en norsk politiker (Høyre, Venstre, Samlingspartiet og Frisinnede Venstre) og skibsreder, der var Norges statsminister fra 1905 til 1907. I to perioder, først for Høyre, siden for Venstre, var Michelsen borgermester i Bergen, før han gik ind i landspolitik.